# Gabriela Filippo
Gabriela Filippo Carozo (Assunção, 21 de julho de 1986) é uma jogadora de vôlei de praia paraguaia.

## Carreira
A trajetória esportiva deu-se inicialmente no voleibol de quadra (indoor), e em 2006, atuava na Liga A Chilena pelo time Vitavolley e conquistou o vice-campeonato e foi eleita a melhor jogadora estrangeira, em 2009, representou a seleção paraguaia no Campeonato Sul-Americano de Porto Alegre, e jogou ao lado de Katrin Thiede com quem no vôlei de praia disputou a I edição dos Jogos Sul-Americanos de Praia sediado nas cidades uruguaias de Montevidéu  e Punta del Este e juntas competiram em 2010 no circuito sul-americano, e terminaram na décima primeira posição na etapa de Pucón e juntas  conquistaram o terceiro lugar na etapa de Luque pelo circuito paraguaio de vôlei de praia. Estiveram na seleção paraguaia e disputaram o Torneio Sul-Americano Pré-Olímpico realizado em Lima. 
Ainda em 2011, formou dupla com Patricia Caballero na II edição dos Jogos Sul-Americanos de Praia em Manta, foram campeãs no circuito paraguaio de inverno em Luque e estiveram juntas na etapa de Limoeiro pelo circuito sul-americano.
Na temporada de 2012, no vôlei de praia, formou dupla com Patricia Caballero e na primeira edição do Circuito Paraguaio foram campeãs na etapa de San Bernardino e no Circuito Sul-Americano em 2012, esteve com Patricia Caballero na etapa de Viña del Mar e novamente eliminadas nas quartas de final em Lima e competiram também em Montevidéu e em Assunção e terminaram em quarto lugar.
Em 2014, formou dupla com Michelle Valiente e sagraram-se campeãs da etapa de Luque do Circuito Paraguaio, qualificaram-se para o Circuito Sul-Americano de 2013-14 e estiveram juntas na etapa de Macaé, terminando em quinto lugar,  após eliminação nas quartas de final, competiram também na etapa de Viña del Mar finalizando em nono lugar, obtendo juntas os quintos lugares na etapas de Sucre  após eliminação nas quartas de final e em Cochabamba, depois,  com Adriana Martí terminou na nona posição na etapa de  São Miguel de Tucumã.Ainda em 2014, esteve com Maria Johanna Ocampos na etapa Miramar (Buenos Aires) da Continental Cup de 2014.
Neste mesmo ano, disputou com Erika Mongelós na segunda fase da Continental Cup em San Bernardino (Paraguai) e na fase da Continental Cup disputada em Montevidéu esteve com Patricia Caballero. Disputou com Michelle Valiente o Campeonato Mundial de Voleibol de Praia de 2015, quando finalizaram na décima sétima posição, e terminaram em quinto na etapa de Buenos Aires da Grand Final do CSVP de 2014-15. No Circuito Mundial de 2015, esteve ao lado de Erika Mongelós no Aberto do Rio de Janeiro e terminaram na vigésima quinta posição.No vôlei de quadra, defendeu as cores do Deportivo San José em 2015.
Em 2015, formou dupla com Paula Melgarejo disputou a etapa de Montevidéu pelo circuito sul-americano. Depois, retoma dupla com Michelle Valiente no Circuito Sul-Americano na etapa de Punta Negra e terminam em quinto, conquistando a medalha de prata na etapa de Sucre, sendo a primeira final da dupla,
No ano de 2016, esteve com Maria Johanna Ocampos, conquistando o vice-campeonato na primeira etapa em Assunção e o terceiro lugar na segunda etapa nesta cidade ao lado de Erika Mongelós pelo Circuito Paraguaio e juntas disputaram a III edição dos Jogos Bolivarianos de Praia de 2016 em Iquiquee o Evento Teste para os Jogos Olímpicos de Verão de 2016 em Copacabanae com Patricia Caballero conquistam a nona posição no Circuito Sul-Americano na etapa de Coquimboe etapa de Ancón.  obteve o quarto lugardisputaram pelo Circuito Mundial a etapa de Maceió. 
Ainda no Circuito Sul-Americano de 2016 na etapa de Limoeiro esteve ao lado de Michelle Valiente,na etapa de Morónconquistaram a medalha de bronze e o quarto lugar na etapa de Vicente López e foram vice-campeãs na etapa de Assunção; ainda com Patricia Caballero foram quintas colocadas na etapa de Santa Cruz de La Sierra.
Com Michelle Valiente estiveram juntas no Circuito Mundial de 2016, no Aberto de Fortaleza e no Grand Slam de Long Beach, ambas finalizaram na vigésima quinta posição, conquistaram o quarto lugar no Final CSVP de 2015-16 em Cochabamba; e ainda competiram na Continental Cup em Rosário (Argentina) terminando em segundo lugar. Em 2017, formou dupla com Patricia Caballero e conquistam no Circuito Sul-Americano na etapa de Coquimboe etapa de Ancón e ao lado de Erika Mongelós conquistou a medalha de bronze no Finals CSV em Resistência (Chaco) e ainda terminaram na quarta posição no torneio uma estrela de Agadir do Circuito Mundial de 2017, e disputaram o Mundial de Viena.
Na temporada de 2018, esteve ao lado de Giuliana Poletti conquistou o título na etapa do circuito paraguaio em Assunção., ainda ao compor dupla com Patricia Caballero na etapa de Cañete e alcançaram o décimo terceiro posto em Santa Cruz Cabrália, ainda com Karina Morel Bejareno terminou na décima colocação em Montevidéu pelo circuito sul-americano. Com Erika Mongelós, na temporada de 2018, esteve no torneio uma estrela de Vaduz e conquistaram a medalha de bronze nos Jogos Sul-Americanos de 2018 em Cochabamba 2018; no ano seguinte conquistaram o segundo lugar na fase da Continental Cup em Assunção,  e disputaram os Jogos Sul-Americanos de 2019 sendo eliminadas nas quartas de final e disputaram o Circuito Espanhol de 2019 alcançando o sétimo lugar na etapa de Laredo, com Giuliana Poletti terminaram na nona posição na etapa de Coquimbo.
Com Erika Mongelós terminou na décima  terceira posição no circuito sul-americano, na etapa de Camaçari, vigésimo primeiro lugar no torneio uma estrela em Vaduz e décimo sétimo no uma estrela de Knokke-Heist, obtendo na sequência  no vice-campeonato em Viña del Mar e o terceiro lugar em Cochabamba, a quinta posição em Mollendo e a nona no Finals CSV em Uberlândia.

## Títulos e resultados
- 1* de Agadir do Circuito Mundial de 2017
- Finals de Cochabamba do Circuito Sul-Americano de 2015-16